# 迈克尔·爱德华·约翰·戈尔
迈克尔·爱德华·约翰·戈尔（英語：Michael Edward John Gore，1935年9月20日—2022年7月8日），英国外交官，曾任开曼群岛总督。